# Södra Fräkentjärnen, Dalarna
Södra Fräkentjärnen är en sjö i Rättviks kommun i Dalarna och ingår i Ljusnans huvudavrinningsområde.